# Ruichang
Ruichang (瑞昌市S, RuìchāngP) è una città-contea della Cina, situata nella provincia di Jiangxi e amministrata dalla prefettura di Jiujiang.